# Nesophryne alticola
Nesophryne alticola är en insektsart som beskrevs av Osamu Namba 1955. Nesophryne alticola ingår i släktet Nesophryne och familjen dvärgstritar. Inga underarter finns listade i Catalogue of Life.